# ルート・ロイヴェリク
ルート・ロイヴェリク（Ruth Leuwerik、1924年4月23日 - 2016年1月12日）は、ノルトライン＝ヴェストファーレン州エッセン生まれのドイツの女優。日本語では他にルート・ロイベリク、ルート・ロイヴェリック、ルート・ロイベリック、ルート・ロイヴェリークとも表記されている。

## 来歴

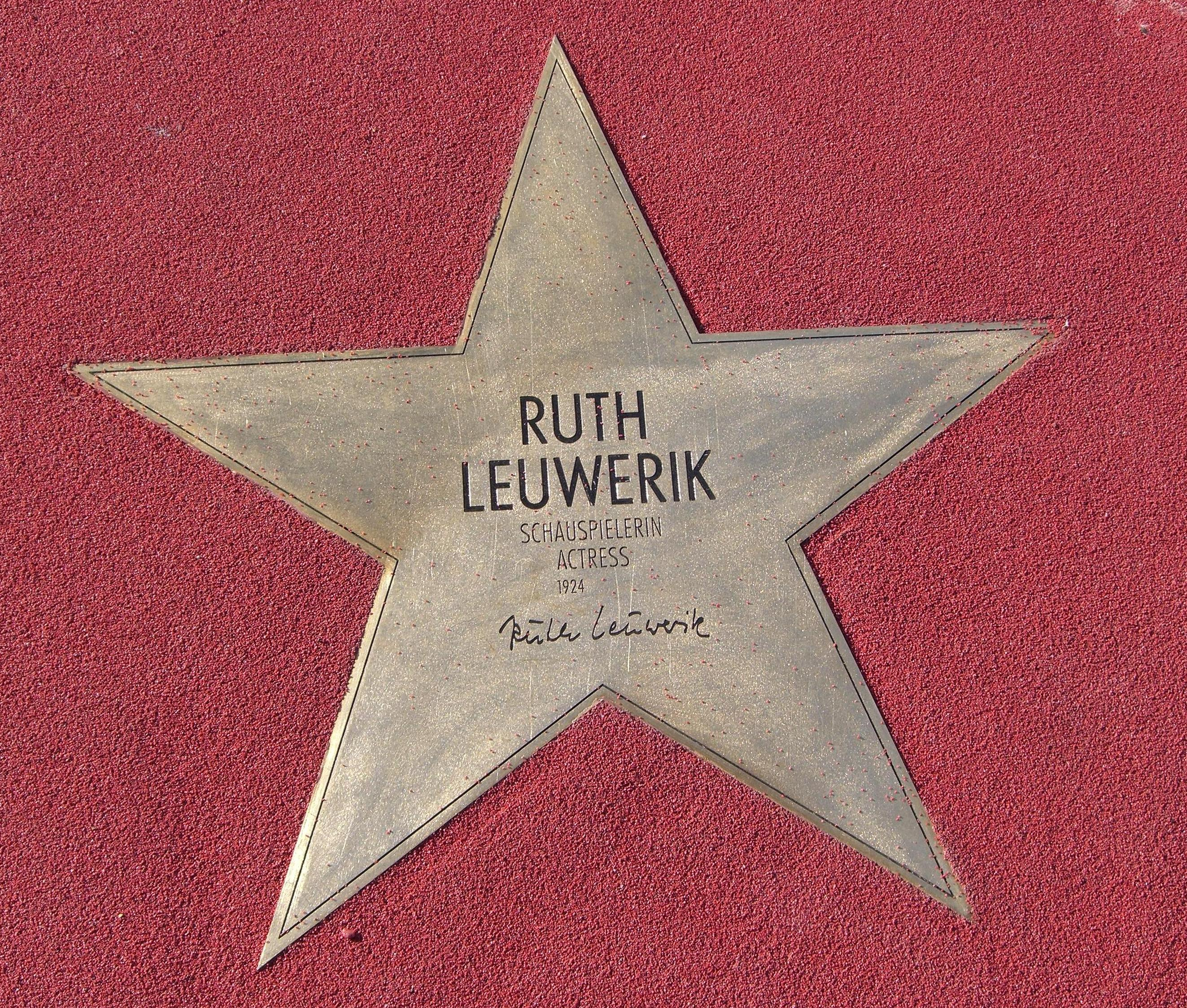
ベルリンの「スター通り（Boulevard der Stars）」の彼女のプレート

1950年に『Dreizehn unter einem Hut』（日本未公開）で映画デビュー。以降、1960年代にかけて、美貌と舞台で培った演技力を兼ね揃えた旧西ドイツ映画界のトップ女優として数々の映画に主演し、人気を集めた。日本公開作は少ないが、ドイツ本国では大女優としての絶大な地位を長年保ち、現在も出演映画がDVD化されている。容姿が似ていることから「ドイツのデボラ・カー」ともいわれている。1974年にはドイツ連邦共和国功労勲章を受章している。
彼女が「サウンド・オブ・ミュージック」で知られるマリア・フォン・トラップを演じた旧西ドイツ映画『菩提樹』（1956年、カラー作品）は、ミュージカルではなくドイツ語のドラマで、劇中の歌のシーンもオーストリア民謡などが歌われている。続編の『続・菩提樹』（1958年、カラー作品）ではトラップ一家の渡米後も描かれている。これらは日本でも公開され大ヒットし、外国映画興行収入ベストテンや雑誌の人気外国女優ベストテン投票にもランクインした。また、雑誌では彼女とマリア本人のツーショット写真も紹介されている。
1957年にギムナジウムの教師役を演じた映画『朝な夕なに』（カラー作品）の主題曲「真夜中のブルース」（ドイツ語： Mitternachtsblues, 作曲：フランツ・グローテ）は日本で大ヒットした。また、日本ではオリジナル・サウンドトラック版と共に、ベルト・ケンプフェルト楽団の持ち曲としても有名となった。日本語の歌詞も作られ（作詞：井田誠一）、雪村いづみが歌っている。そして、1960年の出演映画『三色すみれ』（カラー作品）のレコードを、歌の日本語カバーか曲に日本語歌詞を付けたものかは詳細不明だが、ペギー葉山が出している（詞：音羽たかし。レコードジャケットにはペギーとロイヴェリクの写真が掲載されている）。
1955年にはルートヴィヒ2世を描いた旧西ドイツ映画『ルートヴィヒ2世 - ある王の栄光と没落』（カラー作品）でエリザベートを演じている。ルートヴィヒ2世はO・W・フィッシャー、その弟のオットー1世はクラウス・キンスキーが演じた。撮影は前年の1954年8月3日にクランクインし、3ヶ月後の11月11日にクランクアップした。
1965年から67年まで、ドイツ歌曲の名唱で知られる声楽家のディートリヒ・フィッシャー＝ディースカウと結婚していた。
オランダ産で、彼女の名が付けられたバラの品種がある。
2010年9月10日、ベルリン中心部にある、ショービジネス界のスターを讃える「ハリウッド・ウォーク・オブ・フェーム」のドイツ版「ブレバー・デア・スターズ（スター通り）」に、彼女の名前が刻まれた星形が設置された（右上の写真）。

## 主な出演映画
- 『ルートヴィヒ2世 - ある王の栄光と没落』[3] Ludwig II. – Glanz und Elend eines Königs （1955年）
- 『菩提樹』 Die Trapp-Familie （1956年）　-　＊日本でDVD発売
- 『朝な夕なに』 Immer wenn der Tag beginnt （1957年）
- 『続・菩提樹』 Die Trapp-Familie in Amerika （1958年）　-　＊日本でDVD発売
- 『鉄条網』 Taiga （1958年）
- 『三色すみれ』 Eine Frau fürs ganze Leben （1960年）
- 『赤毛の女』[4] Die Rote （1962年）

## 関連書籍
- 『ドイツ映画』（ザビーネ・ハーケ 著、山本佳樹 訳、2010年4月、鳥影社）　ISBN 978-4-86265-236-2